# 小行星5146
小行星5146（英語：5146 Moiwa）是一颗围绕太阳公转的小行星。1992年1月28日，上田清二、金田宏在钏路市发现了此天体。
这颗小行星的绝对星等为273.11894等。